# Dexter Gordon

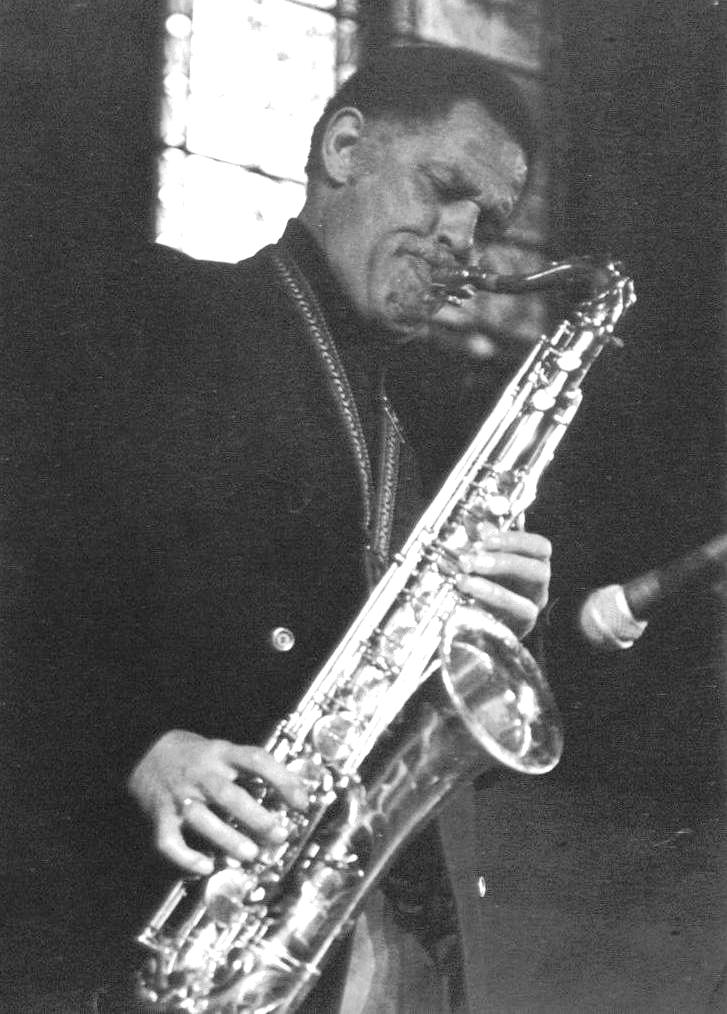
Dexter Gordon, fotografie din 1980

Dexter Gordon (n.27 februarie 1923 - 25 aprilie 1990) a fost un saxofonist tenor american.
Gordon a fost unul din primii soliști care au adaptat la saxofonul tenor limbajul muzical bebop caracteristic lui Charlie Parker, Dizzy Gillespie, Bud Powell și altora.
Înalt de 198cm, Gordon era cunoscut sub poreclele de „Long Tall Dexter” și „Sophisticated Giant”. Cariera sa de solist in studiouri de inregistrari si in concerte live s-a întins peste 4 decenii.  
Sunetul lui Dexter Gordon se caracteriza de obicei ca fiind „larg” și vast, și interpretul avea tendința de a devansa bătaia ritmului. El era renumit și prin citatele muzicale pe care le includea cu umor în numerele sale de solist. A fost influențat în mod deosebit de muzica lui Lester Young.
Gordon însuși a avut o influență timpurie asupra lui John Coltrane și a lui Sonny Rollins. Ulterior aceștia au avut și ei o influență asupra interpretării sale,atunci când în anii 1960 a explorat hard bop-ul și cântatul modal.
Gordon a fost vestit și pentru prezența sa de scenă, impregnată de un simț al umorului. Îi plăcea să comunice cu publicul și să recite înainte de a cânta versurile fiecărei balade din program. 
Fotografia sa din 1948, creată de Herman Leonard, luând o pauză de fumat la Royal Roost, a devenit una din imaginile icon ale fotografiilor din lumea jazzului. Țigările erau o temă care apărut adesea pe coperțile albumurilor sale.   
Dexter Gordon a fost ales candidat pentru Premiul Oscar in categoria de cel mai bun actor principal pentru jocul să în filmul lui Bernard Tavernier (productie a studiourilor Fraților Warner, 1986),  „Round Midnight” și a câștigat un premiu Grammy pentru cea mai bună interpretare de solist jazz, pentru albumul The Other Side of Round Midnight (Blue Note Records, 1986)

A fost căsătorit cu Maxine, cu care a avut un copil.
Dexter Gordon a murit în 1990 în urma unui cancer laringian.